# Europaparlamentsvalet i Österrike 1996
Europaparlamentsvalet i Österrike 1996 ägde rum söndagen den 13 oktober 1996. 5,8 miljoner personer var röstberättigade i valet om de 21 mandat som Österrike hade tilldelats innan valet. I valet tillämpade landet ett valsystem med partilistor, d’Hondts metod och en spärr på 4 procent för småpartier. Österrike var inte uppdelat i några valkretsar, utan fungerade som en enda valkrets i valet. Valet var det första Europaparlamentsvalet som genomfördes i Österrike, som hade anslutit sig till Europeiska unionen den 1 januari 1995. Eftersom anslutningen skedde mitt i en valperiod, ägde valet endast rum i Österrike som ett extrainsatt sådant. Mellan Österrike anslutning och valet, hade Österrikes parlament utsett vilka personer som skulle sitta för Österrikes del i Europaparlamentet. En vecka senare ägde Europaparlamentsval rum i Finland.
I valet blev de tre största partierna nästan lika stora. Kristdemokratiska Österrikiska folkpartiet (ÖVP) erhöll nästan 30 procent av rösterna och sju mandat. Därmed blev partiet det största i valet. Strax därefter kom Socialdemokraterna med drygt 29 procent av rösterna och sex mandat. På tredje plats kom det nationalistiska Frihetspartiet (FPÖ) med över 27,5 procent av rösterna. Partiet erhöll därmed lika många mandat som Socialdemokraterna. Jämfört med den fördelning av mandat som Österrikes parlament hade bestämt under övergångsperioden, förlorade Socialdemokraterna två mandat, medan ÖVP och FPÖ vann varsitt mandat till. Även De gröna och Liberales Forum passerade fyraprocentsspärren och kunde därmed behålla samma antal som tidigare. I övrigt nådde inget parti över fyraprocentsspärren.
Valdeltagandet uppgick till 67,76 procent, vilket var förhållandevis högt jämfört med andra Europaparlamentsval. Det var också markant högre än valdeltagandet i de efterkommande Europaparlamentsvalen i Österrike.

## Valresultat
|                                                                                                 |         |  |           |        |
|                                                                                                 | Andel   |  | Antal     | Mandat |
| Österrikiska folkpartiet                                                                        | 29,65 % |  | 1 124 921 | 7      |
| Österrikiska folkpartiet                                                                        |         |  | +1        |        |
| Socialdemokraterna                                                                              | 29,15 % |  | 1 105 910 | 6      |
| Socialdemokraterna                                                                              |         |  | –2        |        |
| Frihetspartiet                                                                                  | 27,53 % |  | 1 044 604 | 6      |
| Frihetspartiet                                                                                  |         |  | +1        |        |
| De gröna                                                                                        | 6,81 %  |  | 258 250   | 1      |
| De gröna                                                                                        |         |  | ±0        |        |
| Liberales Forum                                                                                 | 4,26 %  |  | 161 583   | 1      |
| Liberales Forum                                                                                 |         |  | ±0        |        |
| Övriga partier och kandidater                                                                   | 2,61 %  |  | 98 877    | 0      |
| Övriga partier och kandidater                                                                   |         |  | ±0        |        |
| Ogiltiga och blanka röster                                                                      | 3,42 %  |  | 134 393   | 0      |
| Ogiltiga och blanka röster                                                                      |         |  | ±0        |        |
| Valdeltagande                                                                                   | 67,73 % |  | 3 928 538 | 21     |
| Valdeltagande                                                                                   |         |  | ±0        |        |
| Antal röstberättigade 5 800 377 06 PES 07 EPP 00 EDA 01 ELDR 00 GUE/NGL 01 G 00 ERA 00 EN 06 NI |         |  |           |        |